# Camí ral de Girona a Vic
El camí ral de Girona a Vic era un antic camí que unia les localitats de Girona i Vic. Passava per Santa Eugènia, el Perelló, Aiguaviva, i Sant Martí Sapresa, abans d'enfilar-se cap a les Guilleries. Al llarg del camí, hi havia diversos hostals i indrets rellevants, com ara, l'hostal de Can Mau (Perelló), l'ermita de Sant Bartomeu (Estanyol), l'ermita de Sant Romà (Brunyola), l'hostal de Can Rieradevall (Sant Martí Sapresa) o l'hostal de Baix (Sant Martí Sapresa).
Entre Sant Martí Sapresa i Sant Hilari Sacalm feia una forta pujada per seguir després per feréstecs boscos.